# Celada del Camino
Celada del Camino est une commune d'Espagne dans la communauté autonome de Castille-et-León, province de Burgos. Elle s'étend sur 12,57 km2 et comptait environ 105 habitants en 2014.